# 中日ドラゴンズのファン
中日ドラゴンズのファン（ちゅうにちドラゴンズのファン）は、セントラル・リーグ（以下「セ・リーグ」）に加盟する日本のプロ野球球団である中日ドラゴンズ（以下「中日」）を支持・応援するファンのことである。中日ファンやドラゴンズファンとも略され、またドラファン、竜党、ドラ党、ドラキチ、D党などと呼称される場合もある。以下では、基本的に「中日ファン」で統一する。

## 勢力
中日ドラゴンズは1936年（昭和11年）に名古屋軍としてプロ野球に参戦して以降、2022年（令和4年）時点までに86年間にわたって愛知県名古屋市を本拠地（1996年まではナゴヤ球場、1997年以降はナゴヤドーム）として活動しているチームであるが、2022年時点で東海圏では唯一のプロ野球チームであり、かつ最も歴史のあるプロスポーツチームである。
三菱UFJリサーチ&コンサルティングとマクロミルが2024年（令和6年）に実施した「2024年スポーツマーケティング基礎調査」の結果から算出された「球団別プロ野球ファン人口推計」によれば、日本国内の15歳から69歳のプロ野球ファンの総数は2210万人と推計されているが、中日ファンの推計人口は208万人で、これは阪神タイガースのファン（推計ファン人口415万人）、読売ジャイアンツ（巨人）のファン（同369万人）、福岡ソフトバンクホークスのファン（同240万人）に次ぎ、12球団の中で4番目に多い。2024年のNPB全12球団の公式戦入場者数では、中日の主催試合入場者数は2339541人（71試合）、1試合平均では32951人であり、これらはいずれも阪神、巨人、ソフトバンクに次ぐ12球団中4位である。また2005年（平成17年）5月に『朝日新聞』が行った世論調査の結果によれば、「セ・パ両リーグ計12球団のうち、好きな球団を一つだけ挙げてください」という設問では、「中日」と答えた回答者の割合は8%で、これは巨人 (23%) 、阪神 (17%) に次ぐ3位だった。『東京新聞』 (1999) は「ある全国世論調査」の結果として、野球ファンの3人に1人が巨人ファンであり、中日ファンは20人に1人、福岡ダイエーホークスのファンは50人に1人の割合だったと報じている。
日本放送協会 (NHK) が1979年（昭和54年）から1982年（昭和57年）にかけて行い、1983年（昭和58年）3月に結果を発表した世論調査では、スポーツ界や芸能界で話題になった人やものの42項目を、それぞれ若者に人気の「新奇グループ」、中高年層にファンが多い「古典グループ」、ファン層にあまり偏りがない「庶民大衆グループ」、そして「純粋プロ野球グループ」の4つに分類しているが、中日は巨人・ヤクルトスワローズ・近鉄バファローズとともに「庶民大衆グループ」に分類されていた。

## 分布
熱狂的な中日ファンは、愛知県・岐阜県・三重県の東海3県と静岡県西部（旧遠江国）に多いとされる。Jタウンネット編集部が2017年（平成29年）に全47都道府県それぞれで最も人気のある球団を調査を行った結果、中日が最も人気だった都道府県は愛知・岐阜・三重・静岡の東海地方4県だった。これら4県は、いずれも中日球団の親会社である中日新聞社から発行されている『中日新聞』が新聞各紙の世帯普及率上位3位以内に入っている都道府県でもある。『中日新聞』は宅配シェアでは地域で80%近くを占め、2012年時点でブロック紙としては多い300万部前後の発行部数を推移しており、また同社の発行するスポーツ紙『中日スポーツ』は東海3県や静岡県の大井川以西（名古屋文化圏）、滋賀県の彦根近辺、長野県や北陸3県（福井・石川・富山）で駅売り版が販売されているほか、スポーツ新聞としては全国的にも珍しく、名古屋市やその周辺都市で高い宅配率を維持している。名古屋では新聞の夕刊セット購買率が1994年時点で5割に低迷している一方、夕刊の代わりに中日球団に関する情報が充実している『中日スポーツ』を自宅や喫茶店で読む名古屋人も多いといい、同年の元旦時点で発行部数は約60万部、宅配率は9割に達しているとする文献もある。『中日新聞』編集局長の田島暁は、同紙は中日ファンの多い地域が遅版地域、他球団ファンの多い地域が早版地域になっているが、早版地域でも中日に関する情報を読むために同紙を購読している読者がいるため、必然的に中日の扱いが大きい紙面になると述べている。ビデオリサーチが2004年10月に日本全国の15歳から69歳の男女28790人を対象にアンケートを実施したところ、普段読む記事として「プロ野球」を挙げた人の割合が最も大きかった都道府県は愛知県で、2位から5位は岐阜県、兵庫県、広島県、大阪府の順番だった。
日本世論調査会は1989年（平成元年）3月に「『プロ野球新時代』世論調査」として20歳以上の男女3000人（有効回答数1973人）を対象に世論調査を行い、その結果として、東海地方在住者の47%は中日ファンであると発表している。2005年5月に『朝日新聞』が行った世論調査の結果によれば、各地域別の「好きなプロ野球チーム」として「中日」を挙げた投票者の割合は「東海」で12球団中1位となる44%（2位は巨人の16%、3位は阪神の10%）だった一方、それ以外の地域（北海道、東北、関東、甲信越・北陸、近畿、中国・四国、九州）で中日が上位3位以内に入っていた地域は「甲信越・北陸」のみだった。同地域では巨人が1位 (34%) 、阪神が2位 (13%) で、中日は3位 (6%) だった。
NHKの世論調査 (1983) では、中部地方・近畿地方・中国地方はそれぞれ中日・阪神・広島東洋カープのファンが多く、結果としてこれらの地域では「巨人ファン」よりも「巨人以外のファン」の方が多くなっている一方、それら以外の地方（北海道・東北・関東・甲信越・四国・九州）では「巨人ファン」が「巨人以外のファン」より多くなっているという結果が出ている。一方、1999年（平成11年）時点で愛知県葉栗郡木曽川町（現：一宮市木曽川町）で巨人ファンの集まるお好み焼き店「きらく」を経営していた巨人私設応援団長の池田吉二は、「東海地区でも野球ファンの三人に一人は巨人ファン」と述べている。愛知県などを営業区域とする中部電力の社員は『中日新聞』の取材に対し、名古屋では中日ファンが圧倒的であるが、自社の営業区域内でも長野県や静岡県では巨人ファンも多いと話している。
東海地方では多数派を占める中日ファンへの反発から、巨人や阪神など他球団のファンになる者もいる。愛知県東海市出身の中村文則は、自身の周囲が全員中日ファンであることへの反感、またヒーローものでも悪役が好きであるなど天邪鬼な性格だったところ、巨人のヘルメットや帽子の色が黒だったことから、「悪の集団」というイメージを抱いた巨人のファンになったが、後に巨人ファンこそが全国的には多数派であると知って愕然としたと語っている。同じく東海市出身であり、中日などで活躍した山﨑武司は、学校のクラスメイトのほとんどは中日ファンだったが、自身は父親の影響から巨人ファンであり、プロ入りの際も巨人に入りたいと思っていたと述べている。また岐阜県美濃市出身で、2003年時点で愛知県瀬戸市でうどん店を経営していた阪神ファンの男性は、自身の周囲のほとんどが中日ファンだったことへの反発から阪神ファンになったと語っている。
東海地方には財界人らによる「中日ドラゴンズ後援会」が存在し、1990年代中ごろ時点では球団公認の唯一の「応援団」として、毎年開幕前に激励会を開いていた。同会は2025年時点で、地元企業約60社で結成され、同年の激励会には約200人が集まっている。同会の歴代会長には、竹田弘太郎（名古屋鉄道〈名鉄〉社長）、田中精一（中部電力元社長・会長）、谷口清太郎（名鉄社長）、箕浦宗吉（名鉄会長）、三田敏雄（中部電力社長）らがおり、2025年時点では嶋尾正（大同特殊鋼相談役、名古屋商工会議所会頭）が会長を務めている。1982年9月には松坂屋の社員らが「松坂屋中日ドラゴンズを優勝させる会」を結成し、2013年時点では「マツザカヤドラゴンズを優勝させる会」として、名古屋店の従業員1400人が所属する団体となっていた。名鉄を中心とした名鉄グループでは1987年（昭和62年）に「名鉄グループドラゴンズ後援会」が結成され、2001年（平成13年）時点で名鉄や名鉄百貨店などグループ約100社の中日ファン約4000人が会員になっている。また東海地方などの複数の自治体では、それぞれ地元の中日ファンらが結成した「ドラキチ会」「ドラゴンズ会」などと称した団体が活動している。

### 東海3県

#### 愛知県
『朝日新聞』は1988年（昭和63年）8月時点で、名古屋ではプロ野球ファンの約7割が中日ファンであり、電話帳でも「ドラゴンズ」「りゅう」「竜」などが頭につく喫茶店・飲食店などが約70軒確認できると報じている。また名古屋地区では同年時点で、中部日本放送 (CBC) が制作・放送する中日の応援番組『サンデードラゴンズ』など、「ドラゴンズ」のタイトルがつくテレビ番組は高視聴率につながるという不文律があるといわれていた。三菱銀行常務取締役・名古屋支店長を務めた増田温は、名古屋の人々は地元意識が強くて保守的であると評されており、中日に対しても強い愛情を持っていると述べている。名古屋出身の作家であり、自らも中日ファンである諏訪哲史は、「ドラゴンズは名古屋人のアイデンティティーを語る一つの手段」と評している。また岩中祥史は「名古屋人にとってドラゴンズは、もはや日常生活の一部を占めているのだ。」と評している。中日の応援歌『燃えよドラゴンズ!』は1994年時点で、名古屋のご当地ソングとして親しまれている。
『朝日新聞』 (1988) は、中日と同じセ・リーグの球団である巨人のファンは全国的には多数派であるが、名古屋では少数派であると評していた。1966年時点では、名古屋の巨人ファンの多くは東京とゆかりがある者であり、地元出身者のほとんどは中日ファンであると評されている。2023年下半期時点で、巨人の兄弟会社である読売新聞東京本社などが発行する『読売新聞』は47都道府県中9都府県で世帯普及率1位、27道府県で2位、8県で3位を占めているが、愛知県と岐阜県（いずれも東京本社の傘下である中部支社が発行）ではそれぞれ4位以下に低迷しており、普及率3位に入っている静岡県と三重県でもそれぞれ『中日新聞』の後塵を拝している。『読売新聞』は創刊100周年の1974年、『中日新聞』の寡占市場と化していた名古屋進出の切り札として『中部読売新聞』を創刊し、当時の一般的な新聞購読料の約4分の1である月額500円程度で宅配サービスを行ったが、これに『中日新聞』が反発、最終的には公正取引委員会などが介入する事態になっており、手束仁はこのような「新聞代理戦争の下地」が中日対巨人戦の盛り上がりの一要因になっていると評している。
巨人ファンである徳光和夫は自著『徳光和夫のズームイン!!巨人軍』 (1984) で、「正直に打ち明けると、広島、大阪、名古屋の街だけはうっかり歩けないぞ、という気が内心しないでもなかった」と述べている。また1982年時点で名古屋大学教授（教育学）だった堀内守は、同年から約10年前に自身が東京から名古屋に引っ越した際、当時小学生だった自身の息子が巨人の堀内恒夫と同姓であるという理由から学校でいじめを受けたことがあると話している。また阪神ファンも東海地方では少数派とされている。
旧尾張国だけでなく旧三河国も中日ファンが多く、中日ファンの一人である三遊亭円丈は中日について「言葉が違う尾張と三河を結びつける唯一のアイデンティティー」と評し、大東めぐみとともに「愛知県人にとってドラゴンズは一種の宗教」とも評している。愛知県は中日の保護地域であるため、他球団が試合や野球に関するイベントなどを開催するためには中日の許可が必要であり、過去に巨人が豊橋市で二軍の試合を開催したいと申し出た際には許可を出さず、またオープン戦でも中日戦以外は岐阜県（長良川球場）や三重県など近県で開催させているという。なお同市内には、2023年（令和5年）で発足35周年を迎えた「中日ドラゴンズ東三河後援会」がある。同会は1998年（平成10年）ごろから、市の活性化を目指して市内の豊橋市民球場への中日一軍公式戦の誘致活動を続けており、市に協力を要請してプロ野球公式戦開催に必要な改修工事（夜間照明灯改修、防球ネット設置、グラウンドの天然芝整備など）を実現させ、2002年（平成14年）には同球場で47年ぶりの一軍公式戦が開催された。
愛知県では1990年3月、県知事の鈴木礼治以下県職員（課長級以上）288人と、県議会議員101人（党派は自民党から共産党まで）の総勢389人により「ドラゴンズファンクラブあいち会」が結成された。

#### 岐阜県
愛知県に隣接する岐阜県も、圧倒的に中日ファンが多い土地柄であると報じられている。手束仁は、岐阜県南部（旧美濃国）の人々の中日への愛着は名古屋以上とも言われていると評しており、その要因の一つとして現役時代は中日一筋でプレーし、引退後も中日のコーチ・監督、OB会長を歴任した地元出身者である高木守道の存在を挙げている。また中日ファンが岐阜に多い要因として、岐阜県は愛知県の影響を受けながら発展してきた歴史を有する県であるためだとも評し、岐阜市内は圧倒的に中日ファンが多いと評している。同市出身である中日OBの和田一浩は、物心ついた時から中日ファンだったと述べており、同市内では1997年1月に「岐阜ドラゴンズ会」という応援組織が結成されている。岐阜県に中日や、同じく愛知県に本拠地を置く名古屋グランパスエイトのファンが多い理由としては、長らく岐阜県内にはプロスポーツチームがなかったことが挙げられている。
『やっぱ岐阜は名古屋の植民地!?』の著者であり、地域史研究家の松尾一は2012年時点で、岐阜の居酒屋で話題になるスポーツチームは中日ドラゴンズであり、地元のサッカーチームであるFC岐阜はほとんど話題にならないと述べている。2018年時点でも、中日と地元初のプロスポーツチームであるFC岐阜がそれぞれ岐阜県で人気のスポーツチームであると評されている。
飛騨地方の下呂市小坂町落合にある国有林には、旧益田郡小坂町の町制90周年を記念して1988年5月に造成された「ドラゴンズの森」と呼ばれる約1.3 haの森林がある。この「ドラゴンズの森」は中日の優勝への願いを込めてイチイ（「1位」）とヒノキが植林されており、町内の中日ファンで結成された「小坂ドラキチ会」のメンバーらが下草刈りなどの管理作業を行っている。また高山市には1990年に「飛騨高山ドラゴンズ後援会」から分派して結成された「飛騨高山龍志会」や、2007年6月1日に結成された「高山中日ドラゴンズ会」、大野郡白川村には「合掌づくりドラキチ会」、同郡荘川村（現：高山市荘川町）には「荘川ドラキチ会」、吉城郡上宝村（現：高山市上宝町）には「上宝昇竜会」、同郡神岡町（現：飛騨市神岡町）には「ひだ神岡ドラゴンズ倶楽部」があり、これらの複数の団体は隣接する富山県の富山市民球場アルペンスタジアムで中日の主催試合が開催される場合、応援ツアーを行っている。1999年には飛騨地方の熱狂的な中日ファンたちが「全国中日ドラゴンズ優勝実行委員会飛騨高山えちご会」を結成し、中日がリーグ優勝を決めた際には高山市の中心部の宮川に架かる「たいこ橋」（弥生橋近く、川面から約3 m）から宮川に飛び込んで優勝を祝った。
一方で石井桂治 (1986) は、名古屋では中日以外の球団のファンを認めようとしないという風潮があり、巨人ファンは肩身の狭い思いをする一方、岐阜県の山間部では名古屋とは違い、中日ファンだけでなく巨人ファンでも特に圧力は感じなかったと述べている。

#### 三重県
三重県は中日と同じセ・リーグ球団である阪神の地元である兵庫県や大阪府と同じ近畿地方に分類されるが、行政上は隣接する愛知県などと同じ中部・東海ブロックに分類されることが多く、また伊賀など一部地域では大阪のテレビ放送や大阪本社発行版の新聞も視聴・購読可能であるが、ほとんどは名古屋のテレビ放送が配信されており、また中部・名古屋本社版の新聞が販売されていることが多いといった事情から、県全体では阪神ファンよりも中日ファンの方が多いと評されている。三重県などが出資する財団法人・三重社会経済研究センターの主任研究員である伊藤守夫が1993年9月、三重県の全69市町村（当時）から職員各1人を選んで「三重県はほんまに中部なんか？」と題したアンケートを行ったところ、阪神ファンより中日ファンの方が多いと答えた職員は41人、逆に中日ファンより阪神ファンの方が多いと答えた職員は15人だった。三重県では2012年に県内の財界人らによる「中日ドラゴンズ三重後援会」が発足し、中日の応援や三重県内での一軍公式戦開催を目指した施設の充実を自治体に働きかけるなどの運動を行っている。手束も、三重県民は文化意識が名古屋寄りであり、そのため中日ファンが多いと評している。
三重県を放送区域とするUHFテレビ局の三重テレビは中日戦を中心とした野球中継番組を放送しているが、放送エリア外の愛知県東三河地方でもこの三重テレビのスピルオーバー電波を受信するため、通常よりも高いところにテレビ電波受信アンテナを設置する家庭があるという。なお、三重県については中日ファンだけでなく阪神ファンや近鉄ファンも入り乱れているという報道や、伊勢地域では中日ファンだけでなく、地元出身の沢村栄治や西村幸生の影響からか、巨人や阪神のファンも多いという報道もあった。また関西に接する三重県上野市（現：伊賀市）は中日ファンだけでなく、阪神ファンも多いという報道、または中日ファンではなく阪神ファンが多いという報道があり、中日を応援する立場であるユニーも2003年に阪神がリーグ優勝を達成した際は同市のアピタ伊賀上野店、および同市に隣接する名張市のアピタ名張店の2店舗のみ、それぞれ阪神の優勝セールを開催した。逆にこれら2店舗は、1999年夏にユニーが東海3県の67店舗で「ドラゴンズ応援セール」を行った際にセールの対象外となっており、その理由として広報担当者は、伊賀地域は大阪や奈良への通勤通学者が多く、阪神ファンも多いため、中日の応援セールの需要は低いという旨を証言している。県南部の熊野市や南牟婁郡も、阪神ファンや巨人ファンが多いと報じられており、2010年に『中日新聞』記者の鈴村隆一は熊野地方について、プロ野球ファンは巨人ファン、阪神ファン、中日ファンの順に多いだろうと述べている。熊野市に隣接する尾鷲市は、中日ファンも阪神ファンも多いと報じられている。
三重県では2008年に初のプロ野球チームとして三重スリーアローズが結成され、2010年から独立リーグ球団として活動を開始したが、観客動員数の低迷などから2011年に解散した。その要因としては、三重県は近隣に中日や阪神の本拠地があるため、中日ファンや阪神ファンが多く、これら2球団以外にプロの球団が浸透する余地が乏しかったという事情の存在が指摘されている。

### 東海3県以外の中部地方

#### 静岡県
静岡県浜松市は、中日ファンが多いという報道や、中日ファンも巨人ファンも多い土地柄であるという報道がある。浜松に中日ファンが少なくない一因として、1999年時点で年2回、浜松球場で公式戦が行われていたことや、中日が静岡県内で秋季キャンプを行っていたことが挙げられる。
一方で県中部の静岡市は巨人や横浜DeNAベイスターズのファンが多いという。天竜川を境に東は巨人ファン、西は中日ファンが多いという報道もあるが、『神戸新聞』によれば、浜松市から見て天竜川の対岸にある磐田市は巨人ファンや中日ファンが多いという。手束は大井川以西の県西部について、言語が名古屋弁に近く、新聞も『中日新聞』の普及率が高く、『中日スポーツ』も駅売りでよく売れる傾向にあるなど、中日ファンが多い傾向にあると述べ、『中日スポーツ』の略称『中スポ』も日常会話でよく使われると評している。

#### 長野県
長野県は巨人ファンが多い県であるとされる。特に北信・東信地方は地理的に東京との関係が深いことから、巨人ファンが多いと評されている。ただし長野市内でも、1993年4月に中日ファンの市民らが県内で6つ目の中日ファンの同好会である「長野ドラゴンズ会」を結成している。1994年10月時点では、県内の中日のファンクラブは飯田、伊那、塩尻、松本、安曇野、長野、佐久などにあると報じられている。
その一方で飯田市を中心とした南信地方は名古屋市の商圏であるため、中日ファンが多いとされる。飯田市には2024年から遡って約50年前から「中日ドラゴンズ飯田後援会」があり、同会は発足から約四半世紀が経過した2004年時点で飯田下伊那地方だけでなく、長野県全体に約600人の会員を抱えていたが、その年齢は20歳代から80歳代まで、また職種は学生から国会議員までと多岐にわたっていた。また1990年7月には名古屋市に本部を置く「ドラゴンズ愛好会」の飯田支部も発足している。一方、飯田市内では1998年および2004年時点で「横浜ベイスターズ飯田後援会」も活動していた。下伊那郡阿智村にある昼神温泉では、1989年から当時の中日の主力打者であった落合博満が自主トレーニングを行っていたことから、落合がランニングコースとして利用していた温泉郷から阿智神社奥宮までの約2.5 kmの道が同村観光協会により「落合ロード」として命名され、また中日ファンの村民らが「昼神温泉ドラゴンズ会」を結成している。
丸山一昭・岩中祥史 (1994) は、伊那市（上伊那地域）内の居酒屋では名古屋弁と同じアクセント・イントネーションの言葉が飛び交っており、この地域では中日ファンが多く、当時年に数回あったナゴヤ球場への中日戦観戦ツアーも人気が高かったという地元住民の証言と、名古屋の影響が強いのは飯田までであり、伊那市は東京の影響の方が強いという別の伊那在住の住民の証言を取り上げている。上伊那地域では「伊那ドラキチ会」が2004年以前から活動している。また松本市にも「松本ドラゴンズ会」、安曇野市にも「安曇野ドラゴンズ会」がある。
1996年時点で県中部（北アルプス地域）の大町市に在住していた『中日新聞』の記者は、自身の周囲の90%以上は巨人ファンのようだったが、県庁内には意外に中日ファンも多かったと述べている。諏訪地方は南信地方に隣接しているが、巨人ファンが多いという報道や、中日ファンや巨人ファンが多く、阪神ファンは少ないという報道がある。

#### 北陸地方
北陸地方は東海地方と同じ中部地方であるが、かつての北海道や東北地方と並んで巨人ファンが多い地域であると評されている。徳光和夫 (1984) も、北陸は東北と並んで巨人の人気が特に高い地方であると述べている。一方で北陸について、巨人ファンと中日ファンが半々であるという報道もあり、私設応援団「北陸ドラゴンズ応援団」も存在する。同応援団は石川県の熱烈な中日ファンで構成される組織と報じられており、2011年2月時点で、石川・富山の両県に在住する中日ファン約50人で組織されている。
『北陸中日新聞』（中日新聞北陸本社）の発行エリアである富山県では、中日が複数回にわたり主催試合を開催した実績があり、「北陸ドラゴンズ応援団」の支部も県内にあるが、富山県は巨人ファンが多い県とされており、中日ファンは県内では少数派とされている。なお富山県における新聞の販売部数は2001年1月時点で、『北日本新聞』が55%、『読売新聞』が23%、『富山新聞』（北國新聞社）が11%を占め、これら3紙で県内の全新聞販売部数の約9割を占める一方、『北陸中日新聞』の販売部数は3%にとどまっている。
中日新聞北陸本社の所在県である石川県では、2023年下半期時点で『北陸中日新聞』が県紙の『北國新聞』（世帯普及率53.76%）に次ぐ世帯普及率2位 (13.59%) に入ってはいるが、同県も松井秀喜の出身地であることなどから、1995年時点では巨人ファンが多いと評されており、県の観光戦略推進部首都圏誘客推進室長を務めていた石川一哉は2015年時点で、県庁所在地の金沢市には巨人ファンが多いだろうと評している。一方で1980年代前半、地元出身である小松辰雄の活躍を受けて中日ファンになった県民の存在も報じられている。手束は、1976年（昭和51年）に夏の甲子園で星稜高校を石川県勢初のベスト4に導き、「スピードガンの申し子」と呼ばれ、後にドラフト2位で中日に入団して以降もエースとして活躍した小松の活躍により、石川県の野球ファンの多くが中日ファンになったと言われ、小松の活躍は親会社である中日新聞社の北陸進出にも貢献したと評している。
福井県では中日新聞社が『中日新聞』『日刊県民福井』を販売しており、これらの紙面では中日がクローズアップされているが、県内および県庁所在地の福井市には巨人ファンや阪神ファンも多いという。一方で2018年には県内の中日ファンが集まって「福井県ドラゴンズ会」を結成し、2023年時点では同会や、県内の『中日新聞』『日刊県民福井』販売店で構成される「福井県中日会」が活動している。

### 中部地方以外

#### 関東地方
東京都など関東地方では中日ファンは少数派であると報じられている一方、関東の中日ファンはほとんどが自身もしくは親類が東海地方出身であることなど、何らかの形で東海地方へのゆかりがある者であるという報道もある。また関東の中日ファンについて、名古屋の中日ファンにも劣らない熱気があると評する報道もある。ライバル球団である巨人が本拠地としている東京ドームから約3 km離れた東京都千代田区神田では、創作名古屋料理店「ごはち亭」が営業していたが、同店は名古屋市出身である店主・山本俊夫が中日ファンであったことから、関東の中日ファンが集まる店として知られていた。
なお中日新聞東京本社は関東地方で『東京新聞』『東京中日スポーツ』を販売しているが、東京で暮らしている名古屋出身者は必ずしも『東京新聞』を購読するわけではなく、新聞販売店から贈られるプロ野球の無料観戦チケット（特に中日戦が含まれるチケットがつく新聞を好む傾向にある）、遊園地・レジャーランドの招待券の内容次第でどの新聞を購読するかを決める傾向にあり、『東京中日スポーツ』も中日が勝利した時に駅売版を購入する程度であるという。

#### その他日本国内
スポーツライターの藤島大は、自身の知人である京都府京都市（近畿地方）出身者の談として、京都では男子小学生の6割が阪神ファン、3割5分が巨人ファンであり、中日ファンは1学年に1、2人いる程度であると述べている。また『毎日新聞』記者の庭田学（京都府綾部市出身）は、自身が生まれ育った関西の田舎町では中日ファンは自身を含む3人しか知らず、周囲のほとんどは阪神ファンか巨人ファンだったと述べている。大阪府大阪市では阪神ファンが多いが、名古屋にゆかりを持つ者を中心に「隠れドラキチ」もいるという。
平松政次は、1987年時点では中国地方の岡山県は巨人や阪神、広島のファンが多く、横浜大洋ホエールズやヤクルト、中日のファンは少数派であると述べている。
北海道の十勝地方には2002年時点で、地元の中日ファンで作る「帯広ドラキチ会」があった。同会は1999年に結成された団体であり、帯広市出身である設立者の1人が名古屋の大学に進学し、卒業後も名古屋で高校教師を務め、18年間にわたって名古屋で生活していたことがきっかけで、地元紙を通じて中日ファンを募集したことを契機に結成されたものである。結成10周年を迎えた2009年時点では、小学生から70歳代までの37人が所属しており、札幌ドームでセ・パ交流戦の北海道日本ハムファイターズ対中日戦が開催される際には観戦会を行っていた、2012年時点では十勝だけでなく、札幌や東京、福島県にも会員（全30人）がいた。

#### 日本国外
日本国外では、アメリカ合衆国や大韓民国（韓国）、中華人民共和国（中国）、タイ王国、ロシア、イギリス、ドイツ、フランスなどに、それぞれ現地に滞在している在外日本人や日本への留学歴のある現地人の中日ファンがいる。ニューヨークでは東海地方出身者による「ニューヨーク・ドラゴンズ会」が存在しており、同会は1988年の優勝以来休眠状態となっていたが、1999年の優勝を期に復活すると報じられていた。
香港では1988年10月に「香港ドラゴンズ会」が結成され、結成1年後の1989年12月時点では東海地方の企業の駐在員ら100人が参加していた。これは当時、香港には一部の県人会があったものの、愛知・岐阜・三重の各県の関係者が集う場がなかったことから、彼らの交流の場を作るために求心力のあるものとして中日が選ばれたことがきっかけである。同会は1994年時点で中国広東省在住のファンも含めて150人で組織され、「海外最大の応援団」を自負していた。中国の上海では1999年12月、現地で暮らす中日ファンの日本人ら約130人が、中国大陸では初のプロ野球ファンクラブとなる「上海ドラゴンズ会」を結成しており、結成大会にあたっては湖南省長沙や福建省アモイなどから飛行機に乗って駆けつけたファンもいたという。北京では在中日本人の中日ファンたちが2002年に「北京龍飛会」を結成、2016年時点では日本滞在経験のある中国人も参加し、定期的にインターネット中継や衛星放送中継を通じて観戦会を行っている。

### 優勝による経済効果
東海銀行など複数の地元企業は中日がリーグ優勝や日本一を達成した場合の経済効果を試算しているが、1987年（昭和62年）の東海銀行の試算によれば東海3県で約223億円、1988年（昭和63年）の東海銀行の試算ではシーズン中を含めて東海地方で約241億円（うち優勝決定後が186億円）、1994年（平成6年）の東海総合研究所（東海銀行系のシンクタンク）の試算によればリーグ優勝決定後の経済効果は104億1000万円、ナゴヤドームが開場した1997年（平成9年）に東海銀行が試算したリーグ優勝決定後の経済効果は188億円（ドーム建設などによる波及効果を含めれば総額3000億円以上）、1998年（平成10年）に大垣共立銀行のシンクタンクである共立総合研究所が試算した中部地方5県（愛知・岐阜・三重・富山・石川）への経済効果は248億円、1999年（平成11年）に東海総合研究所が試算した地元経済への波及効果は120億円、2004年（平成16年）に共立総合研究所が試算した中部地方5県（愛知・岐阜・三重・富山・石川）への経済効果は203億円などといった試算結果が出ている。これらの経済効果は、試合への入場料、観客の宿泊代、球場内の飲食物・グッズ売上だけでなく、優勝セールによる地元百貨店の売上増加分や、優勝に関連する広告や新聞・雑誌、セールの商品を制作する企業などへの経済効果も含まれている。
また中日がリーグ優勝を達成した場合、地元である名古屋市内の主要百貨店（松坂屋、名古屋三越、名鉄百貨店、丸栄、ジェイアール名古屋タカシマヤ）や、地元で展開するスーパーマーケットのユニーなどによる優勝セールが行われる。またシーズン開幕前やクライマックスシリーズ・日本シリーズ前の「応援セール」、優勝を逃した場合の「感動をありがとうセール」「応援感謝セール」などが開催されることも多い。松坂屋は2004年時点では東京にある上野店や銀座店では巨人やヤクルトが地元球団であることに配慮し、セール開催を見送っていたが、2006年にはこの両店を含めた全店舗で優勝セールを行っている。この種のセールにあたっては、高木守道が監督を務めていた1994年時点では高木の背番号である81、星野仙一が監督を務めていた1999年時点では星野の背番号77、落合博満が監督を務めていた時代は落合の背番号66、高木が再び監督を務めた2012年時点では高木の背番号にちなんだ88と、それぞれその当時の監督の背番号にちなんだ価格設定がなされることも多い。一方で三越は2000年時点で、日本国内外全62店舗で巨人の優勝セールを開催していたが、名古屋三越は巨人に連覇を阻止された中日ファンの感情に配慮し、巨人優勝セールの規模を首都圏の店舗より縮小、中日ファン向けの「残念セール」をメインに開催した。また1999年に中日と日本シリーズで対戦した福岡ダイエーホークス（当時）の親会社であるダイエーは、愛知・岐阜の14店舗でダイエーと中日双方のリーグ優勝に関してセールを行い、日本シリーズではどちらが優勝しても日本一決定の翌日から優勝セールを行う方針を立てていた。

## 特徴
中日ファンの多くは地元の者であるとされている。前述の「ごはち亭」（→「なご味や五八」）を経営していた山本俊夫は、関東地方の中日ファンにはマニアックな人間が多いと評している。
東海圏に通う大学生のいる家庭では、家族内に中日ファンがいる大学生の方が、そうでない家庭に比べて家庭内のコミュニケーション頻度が多いと評されている。熱狂的な中日ファンの中には、自身の子供に「竜」が含まれる名前をつける者もいる。

### 気質
1961年の時点で「中日ファンが熱狂的であることは全国でも有名である。」と言及されている。1982年時点では、プロ野球12球団のファンの中でも中日と広島のファンが特に熱狂的であると報じられている。また中日ファンである一龍斎貞花 (1984) は、「十二球団ある中でも、○○キチの言葉が合うチームというのは中日と阪神くらいのもの。」と評している。名古屋市が1990年に発効した書籍『なごや観光100選』でも、名古屋は広島と並んで地元チームの声援に熱狂的であるという記述があり、広島ファンである川瀬隆弘（元日本銀行名古屋支店長）も、広島ファンと中日ファンは熱狂的な面が共通していると語っている。ナゴヤ球場は1977年時点で、広島の本拠地であった広島市民球場や、クラウンライターライオンズの本拠地だった平和台球場とともに、熱狂的なファンが多い故に観客のガラが悪い球場として「三悪球場」と称されていた。
名古屋の老舗百貨店である松坂屋の社長で、中日ファンを自認する鈴木正雄は、地元のチームである中日を「応援するのが当然」という風潮があると述べた上で、中日ファンの気質については「郷土愛が強いがゆえに、負けると歯がゆくて悪口雑言を浴びせてしまうんだろうな」と評している。名古屋大学の名誉教授で、1988年当時の監督であった星野を現役選手の新人時代から支援していた「星の会」会長・山田鐐一は「名古屋で中日を応援するのは、オリンピックで日本選手を応援するみたいなもの」と評している。
1988年時点では、セ・リーグ最下位に低迷していた開幕直後からオールスターゲーム前までは主力選手である落合博満の家に石が投げ込まれたり、深夜に酔っ払ったファンが傘で門扉をつついて「カネ返せ、ドロボー」と暴言を吐いたりするような出来事があった一方、リーグ優勝を目前に控えたシーズン終盤には一転して落合宅に差し入れするファンが多数いたとも報じられている。
中日の優勝が間近に迫った1988年10月、ヤクルトスワローズの応援団「ナゴヤツバメ軍団」代表は『朝日新聞』記者・田中彰の取材に対し、名古屋での応援は中日ファンの熱気に押されて勝負にならないと述べている。名古屋人は地元の行事や集まりに無関心で、まとまりに欠けているが、中日の応援だけは一丸となって一喜一憂するとも評されている。1996年まで中日の本拠地球場だったナゴヤ球場は内野席よりチケット代が安価な外野席の方が人気が高く、盛り上がる傾向にあったという。
中日ファンの一人である峰竜太は、中日について「普通は強いと『にわかファン』が増えるけど、東海地方ではドラゴンズは当たり前のようにある存在」であり、新たなファン層の開拓が限られているという旨を述べている。一方で名古屋人の気質は「新しい物にはすぐ飛び付かないが一度応援し始めたら、ずっと応援し続けてくれる土地柄」と湯浅洋（元SKE48劇場支配人、後にAKB48劇場支配人）から評されており、その一例として熱狂的な中日ファンの存在が挙げられている。
富坂聰は2025年の著書『人生で残酷なことはドラゴンズに教えられた』（小学館新書）で、かつての中日ファンの傾向について、相手チームの守備を妨害するために外野席の中日ファンがグラウンドに物を投げ入れるなどの行為が見られていたと述べている。

#### 球団OBからの評価
球団OBの田尾安志は名古屋の中日ファンについて、広島のカープファンと同じく、見方によっては排他的とも思えるほど「おらがチーム」という意識が強いと評している。
山﨑武司は、名古屋の中日ファンは「結果がよければ持ち上げてくれるけれど、ダメならボロカスにけなします。掌返しの激しさは日本一かもしれません」と述べており、自身の体験として、失策や打てなかったことが原因で試合に負けると自宅に押しかけられて自動車の窓ガラスを割られる、オープンカーの幌をカッターナイフで切られる、車のボンネットに「バカ、死ね」と落書きされる、自宅に「燃やすぞ、殺すぞ」という脅迫電話がかかるなどの出来事があったり、ナイトゲーム中に相手打者のフライ打球が照明に入って落球した際には「照明の中に入っても、見えるように練習してこい」「目を開けとけ。照明と照明の間からボールが出てくるわ」という厳しい野次が飛んできたりしたことを回顧し、仙台の東北楽天ゴールデンイーグルスのファンたちに対しては温かい声援だけでなく、不甲斐ないプレーに対しては厳しい言葉もかけてほしいという旨を述べている。また自身の父親を巨人戦に招待した際、周囲のファンが自身に野次を飛ばしたところ、父親に同行していた知人が野次に怒って喧嘩になったこともあると述べ、名古屋人は「当事者ではないのにケンカになってしまう」と評している。
一方で福留孝介は、名古屋のファンたちは「選手を悪く言う」ということがないと評し、2022年・2023年と中日が球団史上初の2年連続セ・リーグ最下位に低迷した際には監督を務めていた立浪の指揮や選手への対応に対する批判が多かったと指摘、自身が在籍歴のある阪神のファンが不調の選手に対し厳しいこととは対照的だと評している。
中日一筋で32年間にわたってプレーしたOBの山本昌は、中日ファンの印象について「熱狂的だけど、つつましやか。ファンから厳しい声が飛ぶ球団もあるが、いいときも、悪いときも温かい声援を送ってくれる」と語り、また印象深い出来事として、かつて巨人の人気が高かった北海道の札幌円山球場で、観客のほとんどが巨人ファンである中でも左翼席に集まっていた中日ファンたちが熱心に応援していたことを挙げている。

### アンチ巨人の側面
中日ファンの多くはアンチ巨人でもあると評されており、手束は中日ファンについて、「アンチ巨人度」が最も高い野球ファンであると述べている。巨人はかつて中日の本拠地だったナゴヤ球場で複数回にわたって優勝を決めたことがある（1970年、1994年の10.8決戦、1996年）一方、1988年までに中日が優勝した4シーズンはいずれも巨人が2位になっており、1974年に巨人のV10を阻んでリーグ優勝を決めた球団も中日であることから、中日と巨人の対決は「因縁の対決」と評されている。
現代美術作家の山田彊一は、名古屋人には織田信長、豊臣秀吉、徳川家康の三英傑を愛知県から輩出しながら、首都を江戸（後の東京）に持って行かれたという意識が強く、それ故に東京への反骨心があり、名古屋の中日ファンは巨人と同じ関東の球団である横浜ベイスターズやヤクルトスワローズよりも、巨人相手の勝負により熱心になる傾向があると評している。山口久雄 (1979) は日本のプロ野球ファンについて「巨人ファン」と「アンチ巨人ファン」に大別されており、「中日ファン」と一口に言っても、実際には「本来の中日ファン」と「巨人を負かしてくれることを期待してのファン」から構成されているとも言えると評している。
また中日ファンの「アンチ巨人」意識の強さの背景にはそれ以外にも、現役時代に「巨人キラー」として知られ、引退後に監督を務めた星野仙一の存在の大きさも挙げられている。手束仁は、星野は中日の歴代監督の中でも圧倒的な人気を博したと評しており、その背景としては彼がプロ入りした1968年のドラフト会議で巨人からの指名の約束を反故にされたこと以来、「打倒巨人」を胸に中日のマウンドを支え、引退後も積極的な資金投資によって大物選手の補強に尽力した点を挙げ、その人物像が名古屋人にとっては地元出身である織田信長と重なったためではないかと考察している。一方で在任8年間で4度のリーグ優勝を達成した落合博満の監督時代に人気が振るわなかった点については、落合が三英傑で最も人気のない徳川家康を思わせる人物だったからであろうと評している。また、中日と巨人はそれぞれ親会社が新聞社であること、そして名古屋を基盤とした地元に根付く球団という意識から、中日は他のどの球団よりも明確に強く巨人を意識していると評した一方、名古屋をはじめとした東海3県の「アンチ読売」色が特に強くなった時期は、「江川事件」で多くの巨人ファンが巨人の強引な手法に反発し、『読売新聞』の不買運動が起きるようになったころであり、同じく新聞社を親会社としている中日がファン重視の姿勢を示すようになったことからであり、このころから巨人対阪神を「伝統の一戦」として捉える一方で巨人対中日を「新聞社間の代理戦争」として捉える向きが強くなっていったと評している。
喜瀬雅則や球団OBの田尾安志も、落合が監督時代に好成績を残しながら名古屋のファンたちから支持を得られなかった理由について、星野のように喜怒哀楽をあらわにするエンターテインメント性がなく、また喜瀬は落合について、星野や高木とは違い、親会社の中日新聞社の販売エリア（岐阜、豊橋、浜松など）で主催試合が開催される際、地元の販売店などが主催する激励会に出席して挨拶をするなどといった儀礼的なことを行っていなかったことから、2度目のリーグ優勝を達成した2006年に複数のスポンサー企業から年間予約席購入を見送る動きがあったことなど、落合の態度がスポンサーから不興を買っていたということを指摘している。また喜瀬は、福留のように一時はドラゴンズを去っても最後にドラゴンズで現役引退した選手は名古屋人から歓迎されるが、落合博満のように勝利へのこだわりを見せても、街への愛情やファンへの配慮が欠けている者は勝っても歓迎されない傾向にあると評している。
アイドル事情に詳しい光文社エンタテインメント編集部の編集長・青木宏行は、中日には星野のように巨人戦で「やたらと燃える」選手がいるように、名古屋には東京に対抗意識を持つ者が多く、それが中日やSKE48（それぞれ巨人やAKB48への対抗馬的な存在）の熱心な地元ファンの多さにつながっていると評している。

### 時流による変化
一方で『スポーツナビ』は2021年12月25日から2022年1月7日にかけて、プロ野球12球団のファンに対するイメージ調査を実施したが、その調査結果では中日ファンについて「熱狂的」というイメージよりも「おとなしい」や「クール」といったイメージが上位に入っていると報じられている。中日ファンである『毎日新聞』記者の福井聡は1998年、二十数年前まで通っていたナゴヤ球場では野次や罵声がひっきりなしに飛んでいたが、ナゴヤドームでは中日の相手チーム双方の応援の音が響き、野次は聞こえなくなっていたと述べている。
中日ファンの「聖地」として知られる名古屋市の中華料理店「中国料理ピカイチ」の店主・兵頭忠保は、中日が2025年時点で最後となっているリーグ優勝を達成した2011年ごろまでは、店を訪れる中日ファンは中年男性が多かったが、2025年時点では女性客も含めた若いファンが多く訪れていると評している。またCBCテレビのアナウンサーであり、中日の応援番組『サンデードラゴンズ』の司会を務めていた若狭敬一も、同年時点では「推し」の若手選手を応援するためにナゴヤドームを訪れる女性ファンが多くなっていると評しており、その要因としては2022年から2024年まで中日の監督を務めていた立浪和義が在任期間中に若手選手を積極的に起用したことを挙げている。立浪監督時代の2023年には『時事通信』で、石川昂弥・高橋宏斗・岡林勇希といった地元出身の若手選手が活躍していることから、10歳代後半から20歳代のナゴヤドーム来場者がコロナ禍以前の1.5倍になっていると報じられている。
2014年ごろには関東で広島東洋カープの女性ファン「カープ女子」が増えているということが報じられており、同年のユーキャン新語・流行語大賞でもトップ10の一つとして「カープ女子」が選出された。「カープ女子」は広島が25年ぶりとなるセ・リーグ優勝を達成した2016年時点でも引き続き話題となっていたが、『中日新聞』では女性の中日ファンを「ドラ美ちゃん」と呼称していたことがあった。2016年には名古屋市守山区の金城学院大学にある同好会「広告研究会」に所属する女子大生たちが、「カープ女子」や阪神を応援する若い女性ファン「トラ子」に対抗して、ナゴヤドームを訪れる中日の若い女性ファンを、ドラゴンズと「名古屋嬢」をかけた「ドラ嬢」と名付け、ファン層の拡大を狙っていたことが報じられている。SKE48の元メンバーであり、大の中日ファンでもある日高優月は、自ら「ドラ女」（ドラじょ）と名乗ってYouTubeチャンネル「ドラ女ゆづきのスクイズTV」を開設して発信活動を行ったり、東海ラジオ放送で放送されているドラゴンズの応援番組『ドラゴンズステーション』に月曜日のレギュラーとして出演したりといった活動を行っている。

## 事件・トラブルなど

### 1970年代以前
1957年（昭和32年）8月21日、中日スタヂアム（現：ナゴヤ球場）で開催された中日対国鉄スワローズ戦で国鉄の先発投手である金田正一が完全試合を達成したが、この試合の9回裏に先頭打者として打席に立った酒井敏明がカウント1ボール2ストライクの場面でハーフスイングを取られ、審判員から三振をコールされた際、中日監督の天知俊一が猛抗議し、観客席からもグラウンドめがけてビール瓶が投げ込まれた。結局判定は変わらず、後続の打者2人も三振に打ち取られたが、試合後には中日ファンたちが暴徒化して球場出口を塞ぐなどしたため、警官隊が出動、国鉄の選手たちはバックスクリーン裏に待機させていた車に避難した。
1962年（昭和37年）5月29日に中日スタヂアムで開催された中日対巨人8回戦終了後、中日が逆転負けした腹いせに中日ファンの群衆が巨人の選手たちを乗せたチャーターの名鉄バスを取り囲み、石などを投げつけてバスの後部ガラスやフロントガラスなど3枚を割る事件を起こした。中日スタヂアムのある名古屋市中川区を管轄する中川警察署は、拳でガラスを叩き割った男1人を逮捕したが、「巨人軍選手が〔バスを取り囲んだ人物を〕バスの中へ引きずりこんで暴力をふるっているのを見た」という目撃証言もあったため、同署は巨人の関係者からも事情聴取した。

### 1980年代
1982年（昭和57年）10月24日にナゴヤ球場で開催された中日対西武ライオンズの日本シリーズ第2戦では、試合中に中日ファンが暴徒化し、観客席から西武の選手めがけてビールなど酒の瓶も含めた物を投げつけてプレーを妨害した。また敗色濃厚となった試合終盤には「オレは広岡（西武監督）を絶対に殴る」「バスをぶっこわしてやる」という中日ファンの怒号が聞こえており、試合終了後には実際に宿舎に帰る西武の選手たちが乗ったバスが投石を受け、フロントガラスを割られる被害に遭った。このような事件を受け、愛知県警察と中川署は西武ライオンズ球場での開催を経て再び舞台がナゴヤ球場に戻る第6戦（同月30日）を前に警備を強化し、スタンドの内外に警察官を多数配置の上、グラウンドに物を投げ入れる者がいた場合は軽犯罪法違反で検挙すること、選手に向かって危険物を投げ入れた者に対しては暴行・傷害罪での逮捕を含む強い姿勢で臨むことなどを決め、ナゴヤ球場に対しても自主警備の強化を申し入れた。ナゴヤ球場も県警からの要請を受けて警備員の増員、手荷物検査の強化、スタンドでのアルコール類の販売自粛などの対策を取っており、このような警備体制は日本シリーズ史上最大と言われた。中日球団も同月28日、「楽しくご声援いただくよう」と異例の注意喚起を行った。一連の騒動について、『読売新聞』はスコットランドやイングランドのフーリガンに喩えて中日ファンの行動を批判した。一方で同年11月10日には、名古屋市北区の名古屋市立味鋺小学校で授業開始前、この件について言及した巨人ファンの男性教諭が児童たちを立たせ、「ドラゴンズは優勝したが、ファンのマナーは悪い。巨人ファンはマナーがいいぞ。ドラファンは立ってみろ」「ドラファンは面白くない。ドラファンは先生がこれから殴るが、取り消す人は今のうちに座れ」などと繰り返し言っても「中日が好きだ」と言い続けた男子児童3人を平手打ちするという出来事があり、この教諭は暴行容疑で名古屋地方検察庁に書類送検されている。
1987年9月8日に横浜スタジアムで開催された横浜大洋ホエールズ対中日21回戦で、「闘竜会」と書かれた青い法被を着用して中日を応援していた少年グループが7回表、左翼席に飛んできた中村武志のホームランボールを捕球した女子高生に馬乗りになり、無理矢理ボールを奪ったり、9回に近くで大洋を応援していた会社員と揉み合いになり、目の上を切る怪我を負わせたりしたとして、同グループの少年8人が加賀町警察署から傷害容疑で事情聴取されるという出来事があった。前者の出来事の被害者である女子高生の母親は「私も中日ファンだが、ひどすぎる。怖くてもう球場に行く気になれない」と語っていた。
1988年に中日がナゴヤ球場で開催されたヤクルト戦でセ・リーグ優勝を決めた際、試合終了後に星野の胴上げが始まったところ、中日ファン約2000人がフェンスを乗り越えてグラウンドに押し寄せ、20人近くの負傷者を出すという事件があった。特に1人が小指を切断し、別の1人は足首を骨折したという。また落合博満の帽子が奪われるなどしたため、選手たちはダグアウトに避難し、ヒーローインタビューや星野のあいさつなどの球場での催しはすべて中止になった。同日には名古屋市中区栄のテレビ塔付近でも優勝を喜ぶファン約1000人と暴走族が、付近を通行しようとした車を止めて壊したり、交差点を占拠したりといった騒ぎが起き、警察官も制止できないほどの状況になっていた。このころは昭和天皇の病状が悪化しており、日本中に「自粛ムード」が漂っていたが、そのような中でも名古屋の街の盛り上がりや混乱は大きかったと伝えられている。同年11月27日には、名古屋市中川区のホテルで開催された球団の私設応援団「ナゴヤドラゴンズ会」主催のパーティー席に、パーティーに招かれなかった「名古屋飛竜会」「名古屋闘竜会」「名古屋竜魂会」「名古屋桃竜組」のメンバーらが乱入し、ナゴヤドラゴンズ会の役員に重傷を負わせるなどしたとして、名古屋竜魂会の代表である男が傷害容疑で中川署に逮捕されるという事件が発生している。これらの団体は、いずれも「中日ドラゴンズ私設応援団連盟」（加盟15団体、約200人）の加盟団体で、「ナゴヤドラゴンズ会」同連盟の中心的な応援団であり、同会長が連盟会長も兼任していた。このパーティーには若い女性や少年らファン約350人が出席しており、また立浪、彦野利勝、近藤真一、中村武志、山田和利といった若手5選手や球団OBも出席していたが、彼らに怪我はなかった。後にこの名古屋竜魂会の代表とは別に成人団員5人が傷害と暴力行為の疑いで愛知県警察捜査四課と中川署に逮捕されたほか、少年31人も同容疑で取り調べを受けた。逮捕された6人は1989年2月14日に暴力行為と傷害の罪で名古屋区検察庁から名古屋簡易裁判所へ略式起訴され、罰金10万円から20万円の略式命令を言い渡された。またこの事件の影響で、中日球団は選手に対し、応援団の私的な催しへの出席を自粛するよう要請、1988年12月には「中日ドラゴンズ私設応援団連盟」が解散している。この事件に関わった「名古屋飛竜会」「名古屋闘竜会」「名古屋竜魂会」「名古屋桃竜組」の4団体は1989年3月6日までに中川署長に解散届を提出、「名古屋飛竜会」のリーダーであった元暴力団組長の男は同年6月21日に名古屋地裁（土川孝二裁判官）で懲役6月・執行猶予3年（求刑：懲役6月）の有罪判決を言い渡されている。

### 1990年代
1994年10月8日にナゴヤ球場で開催された中日対巨人戦（10.8決戦）の際には、8回表に巨人の川相昌弘が中越えの三塁打を放った直後、巨人ファンが陣取る球場の左翼側スタンドから道路を挟む形で建っていたマンションの屋上で観戦していた中日ファンが、スタンドめがけて硬式ボールやビデオテープの芯を投げつけるという出来事が発生した。この試合では巨人が勝利してセ・リーグ優勝を決め、過熱した中日ファンがグラウンドへなだれ込むことが懸念されていたが、実際にはそのような事態にはならなかった。
1999年9月30日に中日が明治神宮野球場で行われた対ヤクルト戦で1988年以来11年ぶりのリーグ優勝を決めた際には、栄の噴水「希望の泉」に若者たちが次々と飛び込んだり（後述）、名古屋三越前に集まった400人の群衆が歩道から溢れ、歩道に押し戻そうとする機動隊員らに対し「帰れ、帰れ」と大声を上げたり、機動隊員らにビールをかけたりしていた。また試合があった神宮球場では、試合終了後に興奮したファンがグラウンドに侵入しようとして警備員に制止されるという場面があり、パブリックビューイングが行われていたナゴヤドームでも、試合終了後に興奮したファン約1万人が球場のネットを乗り越えてグラウンドに乱入するという出来事があった。この優勝に際し、三越栄本店、松坂屋本店、丸栄はそれぞれ振る舞い酒を店内や街頭でファンらに配ることを計画していたが、中警察署から「アルコールを配ると混乱する可能性があるので自粛してほしい」と要請を受けたため、計画を中止した。同年10月24日に福岡ドームで開催された福岡ダイエーホークス対中日の日本シリーズ2回戦では、中日がダイエーに圧勝したが、惨敗に腹を立てたダイエーファンが中日ファンに因縁をつけて喧嘩沙汰になるというトラブルが相次ぎ、逮捕者も出た。

### 2000年代
2003年6月11日に長良川球場で開催された中日対阪神14回戦で、試合終了直後に三塁側スタンドにいた阪神ファン複数人がグラウンドに降りて一塁側スタンドにいた中日ファンを挑発、グラウンドでファン同士が殴り合いになり、その直後に中日ファンが多くいた右翼席で興奮したファンが唐辛子系の催涙スプレーを撒き、観客やアルバイトら49人が病院に搬送され、うち5人が入院するという事件が発生した。
2008年7月20日にナゴヤドームで開催された中日対阪神14回戦の試合後、中日ファンと阪神ファン合わせて十数人がナゴヤドーム近くの路上で喧嘩になり、中日ファンとみられる男性3人が負傷して病院に搬送される事件があった。同年9月11日、東警察署は阪神の私設応援サークルの男（当時34歳）を傷害容疑で逮捕し、また中日球団とナゴヤドームは再発防止のための措置として、同年15日からナゴヤドームで予定されていた対阪神3連戦の警備を強化した。

### 2010年代以降
2018年3月31日か4月1日にMAZDA Zoom-Zoom スタジアム広島で開催された広島対中日戦で、中日側の応援席で観戦していた男性が応援リズムに合わせて「死んじまえ。原爆落ちろ。カープ」などと叫ぶ動画がYouTubeに投稿され、中日球団は4月4日にナゴヤドームで開催された対巨人戦の試合前に場内放送で節度のある応援を呼び掛けた。広島県原爆被害者団体協議会副理事長の箕牧智之はこの発言を「差別的で悪質な発言」と批判し、またインターネット上でも広島・中日双方のファンから発言者に対する批判の声が相次いだ。
巨人の本拠地である東京ドームで開催される巨人対中日戦では2019年以前から、左翼ビジター席の中日ファンたちが巨人のラッキーセブンの際に演奏される巨人の球団歌『闘魂こめて』のサビの部分を「死ね死ねくたばれ巨人軍」などと歌い替えた替え歌を大声で合唱することが問題化していた。2020年から2022年にかけては新型コロナウイルス感染症 (COVID-19) の流行の影響から「声出し応援」は禁止されていたが、2023年に解禁されて以降は同カードや巨人対阪神戦でこの種の『商魂こめて』と称される替え歌を中日・阪神のファンが大声で歌うような行為が再び問題視され、中日は同年4月15日付で「チーム、個人を傷つけるような発言」や「応援歌にあわせた侮辱的な替え歌の合唱」といった「相手を誹謗中傷する言動」をやめるよう、ファンに対する注意喚起を行った。

### 堀川などへの飛び込み
大阪市の道頓堀では、阪神がリーグ優勝した際などにファンが道頓堀川に飛び込む光景がよく見られるが、名古屋でも1999年に中日が優勝した際には市内の納屋橋から堀川に三十数人のファンが飛び込んだ。それから5年後の2004年10月1日に中日が優勝した際にも納屋橋から堀川に飛び込もうとするファンがいたが、優勝決定前日の9月30日から名古屋市堀川総合警備室と中村警察署が飛び込み禁止の看板を設置するなど、厳戒態勢を取っており、実際に飛び込んだファンは出なかった。2010年に中日が4年ぶりリーグ優勝を達成した際にも飛び込んだ者はいなかったという。堀川はヘドロなどが蓄積して汚染された河川であること、また9月末から10月ごろの堀川は深夜に干潮になり、橋付近の水深は0.8 - 1.4 m程度になるため、干潮時には頭を川底に打つ危険性が高い一方、水深約4 mになる満潮時には足が川底につかないこと、納屋橋から水面までの高さは約8 mになること、そして川底にはコンクリート片などの障害物があることから、飛び込みは危険であると指摘されている。
一方で2003年の日本シリーズ最終戦で阪神がダイエーに敗れた際には約80人が道頓堀川に飛び込んだが、2004年の日本シリーズで中日が西武に敗れた際には堀川に飛び込むファンの姿はなく、その理由について所轄警察署の幹部は「名古屋の人は、結構、現実的なんです。だって、あの汚くて、水が少ない堀川に飛び込めば、その後どんなに大変かを、まず考えてしまうから」と語っていた。
また、栄の久屋大通公園にある噴水「希望の泉」に飛び込んだり、噴水の中でビールかけや胴上げなどを行ったりするファンの姿も複数回確認されている。しかし名古屋市は、噴水の中には配管などがあることから、市民に向けて噴水に入らないよう注意喚起している。名古屋市は1999年の優勝時、興奮したファンが噴水に飛び込んで負傷することを警戒し、あらかじめ水を抜くなどの作を検討したが、水を抜けば水中の配管や照明がむき出しになってかえって危険になると判断したため、普段通りの状態にしておいたという。

## 中日ファンの著名人
1985年（昭和60年）にはマスコミ関係の中日ファンらが集まって「われらマスコミ・ドラゴンズ会」（マスドラ会）を結成し、創立40年目となる2025年時点では170人以上の会員が所属している。同会は1999年時点で、NPBの12球団では唯一のマスコミ関係者によるファンクラブであり、出版社・広告会社、テレビ・ラジオ局、新聞社の関係者や企業の重役、俳優、漫画家などのメンバーが所属していた。
- 赤瀬川隼 - 「どこにいても地元チームを応援する」を信条としており、名古屋に在住していた1970年から1974年までは中日を応援していた[303]。
- 浅尾美和[304]
- 浅田真央[305]
- 浅沼道郎[306]
- 朝乃若武彦[307]
- 天野鎮雄[308]
- 安西邦夫[302][309]
- 飯田覚士[32]
- 井口資仁[310]
- 池田貴族[311]
- 池田久美子[312]
- 一龍斎貞花[8][280][313]
- 伊藤匠[314]
- 伊藤英明[315]
- 伊藤英成[316]
- 伊藤みどり[317]
- 井戸田潤[318][319][320]
- 井箟重慶[321]
- 忌野清志郎[322][216]
- 梅沢富美男[317]
- 江藤淳[323]
- 太田房江 - かつて通商産業省内の中日のファンクラブに入会していたが、大阪府知事就任後に阪神ファンへの転向を宣言している[324]。
- 大東めぐみ - 名古屋出身であることからかつては中日ファンだったが、近鉄バファローズに在籍していた大久保秀昭と結婚してからは近鉄を応援するようになった[325]。
- 小椋久美子[326]
- 海部俊樹[327][328]
- 葛西敬之[329]
- 加藤晴彦[322][330][315]
- 加藤隆一[3]
- 河村たかし[331]
- 河野明子 - 2008年に当時中日の選手だった井端弘和と結婚している[332]。
- 神田真秋[333]
- 木原龍一[334]
- 熊崎勝彦[335]
- 熊崎晴香[336] - SKE48のメンバーで、球団の応援大使を務めている[337]。
- 倉橋寛 - 「くらはしかん」名義で『中日スポーツ』に四コマ漫画『おれたちゃドラゴンズ』を連載している[338]。
- 栗林良吏[339]
- 高信太郎[306][302]
- 琴光喜啓司[340]
- サトウハチロー[341]
- 三遊亭円丈[306][309][342]
- 寺家（バッテリィズ）[343]
- 新間正次[280]
- イチロー（鈴木一朗）[344]
- 鈴木修 - スズキの社長、会長などを務める傍ら、中日球団の浜松後援会で会長や顧問を歴任し、出勤時には車中で一般紙や経済紙とともに『中日スポーツ』を読んでいたという[345]。
- 鈴木敏夫[346]
- 鈴木宣之[347]
- 鈴木正雄[3]
- 須田亜香里（元SKE48）[348]
- 角南攻 - 2012年から2014年に死去するまで「マスドラ会」3代目会長を務めた[349]。
- 諏訪哲史[55]
- 園原健弘[350]
- 高木ブー[351]
- たかみね駆 - 『東京中日スポーツ』で漫画『竜党あっぱれ計画』を連載していた[352]。
- 武井咲[353]
- 竹田弘太郎[354]
- 武村正義[355]
- 立川志らく[319][356]
- 玉飛鳥大輔[357]
- 辻本達規（BOYS AND MEN）[358]
- 寺内大吉[329]
- 寺村信行[359]
- 鳥山明[360][361]
- 仲谷義明[220]
- 中野良子[329]
- なかむら治彦 - 1999年に中日がセ・リーグ優勝したことを受け、東洋経済新報社から優勝記念本『ばんざい！ドラゴンズ』を発刊した[362]。
- 夏木ゆたか[306]
- 西尾武喜[3]
- 鳩山邦夫[322][316]
- 板東英二 - プロ入り前の1954年、球団史上初のリーグ優勝を達成した中日のオープン戦を観戦したことがきっかけで中日ファンになった[346]。
- 日高優月[319]
- 兵頭洋二 - 中日ファンが集まる中華料理店「ピカイチ」の創業者で、中日球団の私設応援団連合特別相談役[363]。
- 平野市子 - 1987年から10年間、TBSラジオ系列の『全国こども電話相談室』で司会者を務めていた。2015年から「マスドラ会」の4代目会長を務めた[364]。
- 深田祐介[365] - 「マスドラ会」の初代会長（2001年に後述の森山に譲る形で退任）[366]。
- 藤森慎吾[367]
- 舟木一夫[322][368]
- 星野次彦 - 「大蔵省ドラゴンズ会」幹事を5年間務めた[369]。
- 松原武久[370]
- 松原智恵子[302]
- 水木一郎[371][372]
- 峰竜太[373][374][320]
- 向井慧[375]
- 村上佳菜子[376]
- May'n[319]
- 森山周一郎[377] - 2001年から2011年にかけ、深田の後任として「マスドラ会」の2代目会長を務めた[366]。
- 諸橋晋六[378]
- 薬師寺保栄[280]
- 安田善治郎[379]
- 矢野きよ実[380]
- 山口一郎[381]
- 山本正之 - 中日の応援歌『燃えよドラゴンズ!』の作詞・作曲を手掛けている[382]。
- 横田喜三郎[383]
- 吉田沙保里[384][385]
- 渡辺宜嗣[322][386]